# 정도전 선생 사당
정도전 선생 사당은 경기도 평택시 진위면 은산리에 있다. 1986년 3월 5일 평택시의 향토문화재 제2호로 지정되었다.

## 개요
사당인 문헌사는 정면 3간, 측면 2간의 맞배지붕이며 유학으로도 으뜸, 나라에 대한 공적으로도 으뜸이라는 뜻의 유종공종(儒宗功宗)이라는 현판이 중앙에 걸려 있고, 사당 내부에는 정도전의 위패와 영정이 모셔져 있다.